# Bière spéciale
 (mars 2021).
Une bière spéciale ou une bière de spécialité est un terme dénotant une catégorie administrative ou un type de bière différent selon les pays et les brasseries qui désigne des produits fort disparates sous une appellation commerciale similaire. 
Leur point commun vient de particularités mises en avant - soit dans les ingrédients, soit dans le brassage, soit dans le degré d'alcool, soit dans le goût final - qui sont censées en faire des bières spéciales, à savoir plus fortes, plus savoureuses, etc. Le début du XXIe voit un véritable engouement pour ces bières (souvent produites par des microbrasseries). 
Bien qu'elles existent depuis plus d'un siècle sous la forme des bières de saison ou de fêtes, les bières spéciales ne sont véritablement apparues qu'au début du XXe, en Belgique notamment à la suite d'une sorte de protectionnisme avant l'heure, sous forme de bières de fermentation haute, et dans le reste de l'Europe, sous forme de bières de fermentation basse, à la suite de l'arrivée et de l'influence grandissante des bières de type lager ou pils. Comme bien des pays brassicoles majeurs étaient encore sous le régime de la loi du Reinheitsgebot, limitant les ingrédients autorisés pour la fabrication de la bière, l'essor de ces nouvelles recettes a été freiné jusqu'à très récemment.

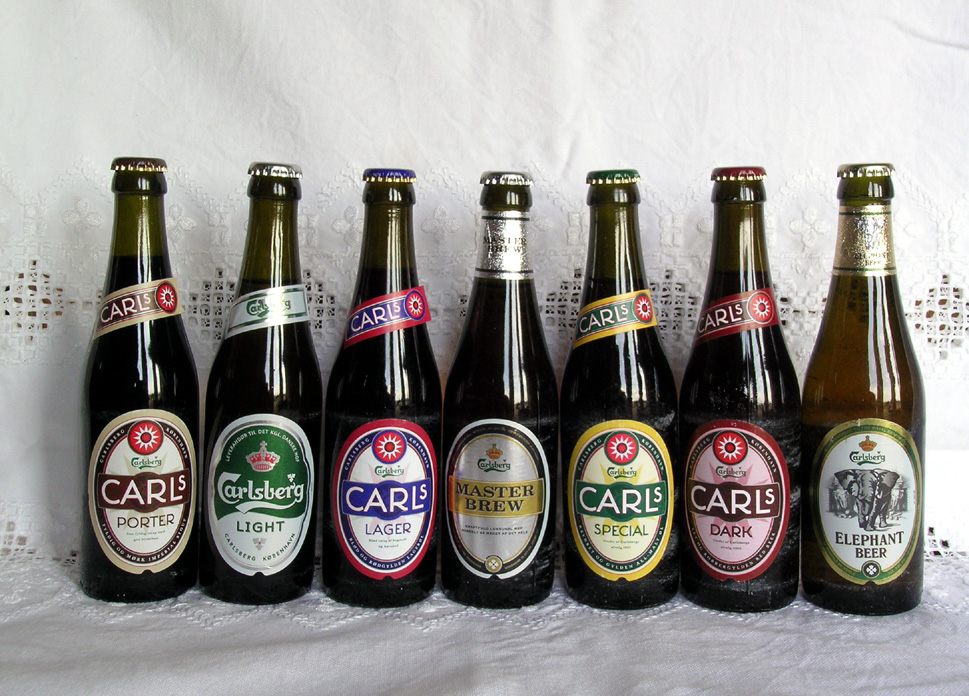
Bières Carlsberg, dont la Carls Spécial, de type Münchner dunkel

## Allemagne

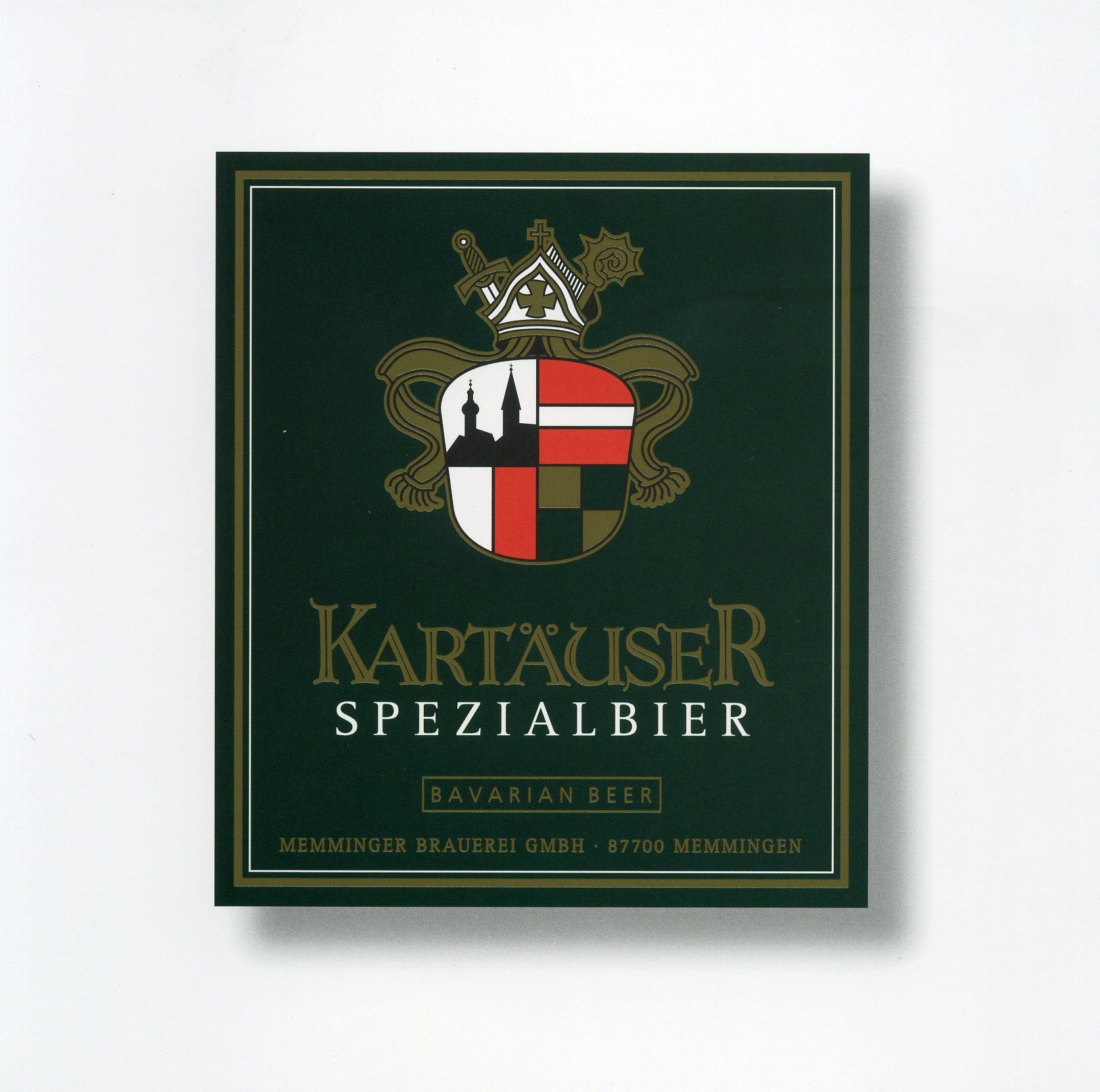
Spezialbier Kartäuser

En raison de la Reinheitsgebot, les bières allemandes ont été pendant des siècles placées sous un strict contrôle empêchant tout innovation ou dérive vers les bières spéciales. Si jusqu'en 1943, le terme spezialbier était réservé aux bières de type pils, néanmoins, depuis longtemps, les Allemands ont trouvé comment rendre une bière plus forte et plus savoureuse, en brassant des bocks par exemple. 
Par ailleurs, des bières de saison (winterbier, märzen) ou de fêtes (festbier avec les variétés : oktoberfestbier, osterbier et weihnachtsbier) de fermentation basse furent longtemps associées à des spezialbier en raison de leur caractère particulier. Cette tendance s'est accentuée récemment à la suite des exemptions à la loi du Reinheitsgebot.

## Autriche
Là aussi la Reinheitsgebot a longtemps limité l'offre des types de bières. Légalement parlant, les spezialbiere sont classées en une catégorie de bière particulière de fermentation basse dérivant des vollbiere mais ayant au minimum 12,5° à 13° Plato de densité primitive de moût avec un goût malté, fort et bien en bouche, une robe blonde et un degré d'alcool de 5 % en volume. Ces bières sont par ailleurs ici aussi associées aux bières de fêtes telle la märzenbier.

## Belgique

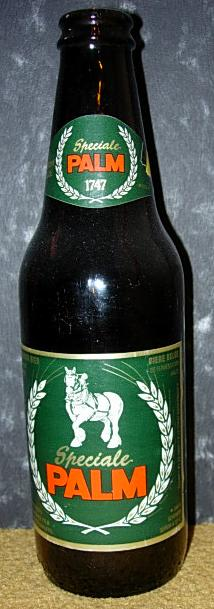
Spéciale Palm

C'est en 1904, que le type ou le style « spéciale belge » (appelé aussi « spéciale », « belge », « bière belge », « ambrée », « ale » ou « pale ale ») est présenté en Belgique par des étudiants brasseurs du Brabant lors de la préparation de l'Exposition Universelle de Liège (1905), à la suite d'un concours proposé par la Ligue des Brasseurs afin de lutter contre l'influence grandissante des importations de bières lager allemandes, de pils tchèques et d'ales anglaises. L'idée est de promouvoir un style national de bière belge capable de les concurrencer alors que traditionnellement, les brasseurs belges produisaient surtout des bières brunes à fermentation haute à faible degré d’alcool.
Le concours regroupa septante-trois participants (57 en bières de fermentation haute, 7 en fermentation basse et 9 en fermentation spontanée). Dans la catégorie fermentation haute, le premier prix fut attribué à la Brasserie Binard de Châtelineau pour sa bière en bouteille portant l'appellation Belge du Faleau. 
Brassée selon la méthode de l'infusion avec une eau riche en minéraux, cette nouvelle bière est alors atypique car elle a plus de 5,5° en vol. d'alcool, elle est rafraichissante et ambrée, légèrement houblonnée avec une amertume fine, tantôt légèrement caramélisée voire fruitée tantôt légèrement maltée.
De nombreuses brasseries du Hainaut, du Brabant, d'Anvers, et de Flandre-Orientale se mirent à l'imiter : Palm Spéciale et Dobbel Palm (Palm Breweries à Steenhuffel), De Koninck (Brouwerij De Koninck d'Anvers), Op-Ale (Brouwerij Affligem à Opwijk), Special De Ryck et Christmas Pale Pale De Ryck / Arend Winter (Brouwerij De Ryck à Herzele), Belge Double Spéciale et Spéciale 1900 (Brasserie Haacht à Boortmeerbeek), Gouden Carolus (Brouwerij Het Anker à Mechelen), Tonneke et Especial Mars (Brouwerij Contreras à Gavere). La « belge » de la brasserie Delbruyère était la plus réputée mais disparue en 1978 ; plus récemment, la brasserie La Binchoise (à Binche) propose à son tour une « Belge ».
« Chaque Spéciale belge a son propre goût, » déclare Krishan Maudgat d'Affligem. « Cela est dû au fait que chaque brasserie utilise sa propre levure. En fonction de la durée de fermentation de la bière, on obtient une bière plus sèche ou plus franche. Le malt apporte également une différence. Pour la bière ambrée, on utilise des malts caramélisés. Selon que vous utilisez ces malts en haute ou basse concentration, la couleur et le goût varient. Enfin, l’utilisation de types de houblons très aromatisés est typique des ales. Ils rendent notre bière ambrée corsée et houblonnée. ». 

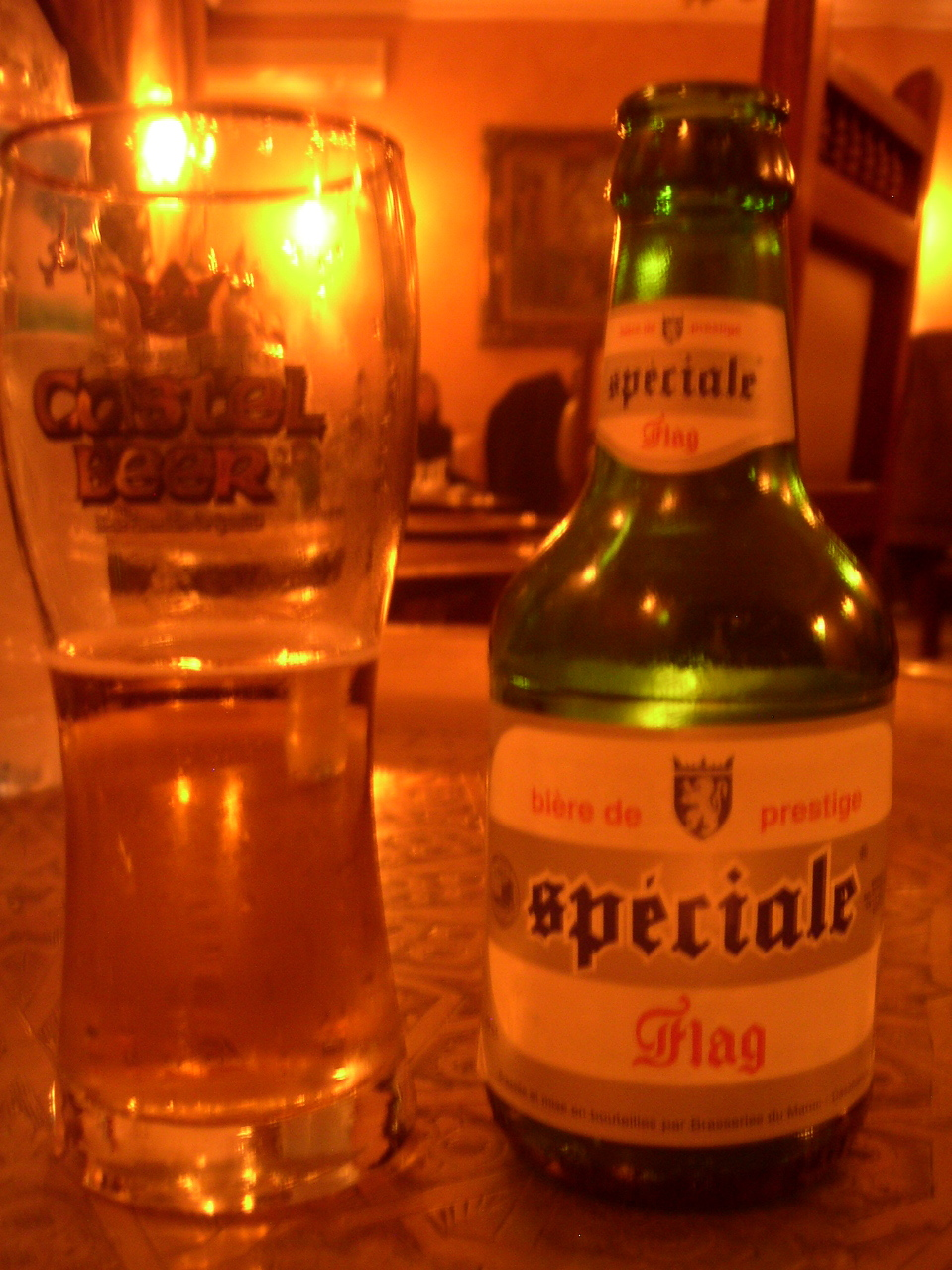
Spéciale Flag

La bière de type spéciale belge est une bière ambrée à haute fermentation avec un taux d’alcool bas semblable à celui des pils, mais qui dispose d’un goût plus riche et complexe, dû entre autres au malt brûlé. Produite avec des cônes de houblon de Saaz et un mélange de malts purs, sans adjonction de maïs ou d’autres sucres de malt.
De manière générale, aujourd'hui ces bières sont de fermentation haute et sont brassées de manière traditionnelle et artisanale. La plupart sont fortement estérifiés, avec des notes phénoliques et épicées. Elles peuvent présenter des arômes propres aux lactobacilles et aux brettanomyces ainsi que des flaveurs d’adjuvants de brassage comme le sucre candi ou le miel comme la Barbãr. Des épices, des aromates ou du sucre y sont souvent ajoutés. Suivant le type de malt, elles peuvent être blonde, ambrée ou brune (trouble ou non) mais affichent un degré alcoolique plus élevé que les bières de fermentation basse. La mousse est tenace mais l’effervescence est modérée à forte. 
Il semblerait qu'il y ait parfois une distinction et parfois une confusion entre les spéciales et les pales ales belges (bière claire  ambrée) qui ont des arômes proéminents de malt peu houblonnés avec des esters fruités. La robe est claire, ambrée à cuivrée et la mousse crémeuse mais fugace. L’alcool est discret et l’effervescence est moyenne. Ce type de bière d'inspiration britannique remonte toutefois au XVIIIe  mais n'est apparu en Belgique qu'au XXe sous bien des marques.
Bien des styles ou types s'y retrouvent associés : les bières de saison, les bières blanches, les bières régionales, les bières d'abbaye, les bières trappistes, les bières artisanales (blonde, ambrée, brune), les quadruples, les bières rouges, les ales (fortes, de spécialité, ou aigre), les stouts, les indian pale ales et les barleywines belges.
Il n'y a plus d'agrément concernant la définition ou l'appellation d'une bière spéciale mise à part la densité primitive de moût située entre 1.060 et 1.095 et l'usage d'épices ou d'aromates ; le goût peut être doux ou aigre, la robe dorée à brune, le taux d'alcool modéré ou très élevé. Parfois la simple disparité par rapport à la norme d'une catégorie ou d'un type de bière suffit à en faire une bière spéciale ; ainsi en est-il de l'Oerbier de De Dolle Brouwers qui ressemble à une oud bruin mais qui a un caractère bien à part. Les marques Stille Nacht, Boskeun et Arabier sont aussi des spécialités plus sucrées à comparer aux blondes plus fortes Bush, Piraat et Gulden Draak qui s'apparentent aux barley wines. Parmi les ambrées, la Chouffe est notable.
Certains y voient désormais une catégorie fourre-tout pour toute bière ne pouvant pas être classée dans un autre style, notamment des clones de bières spécifiques, des bières similaires mais n'appartenant pas à une autre catégorie prédéfinie ou encore des bières artisanales ou expérimentales (aux marques très nombreuses). La spécialité doit être justifiée toutefois par un élément au moins - soit un ingrédient soit une technique de brassage. 
Depuis quelques années, des produits agroalimentaires régionaux flamands portant le label Streekproduct.be sont désormais protégés localement afin d'en garantir la qualité et la spécificité : la Bière ambrée de Malines - Gouden Carolus (province d’Anvers), les Spéciales belges - Palm, Op-Ale et Brasserie Haacht (province du Brabant flamand) - Tonneke et De Ryck (province de Flandre orientale), l'Ale de Campine (province du Limbourg) et les Bières rouge-brun du sud-ouest de la Flandre - Brouwerij Verhaeghe et Rodenbach (province de Flandre occidentale). 
Enfin, il existe de nombreux festivals en Belgique spécialisés dans l'offre et la dégustation de bières spéciales.

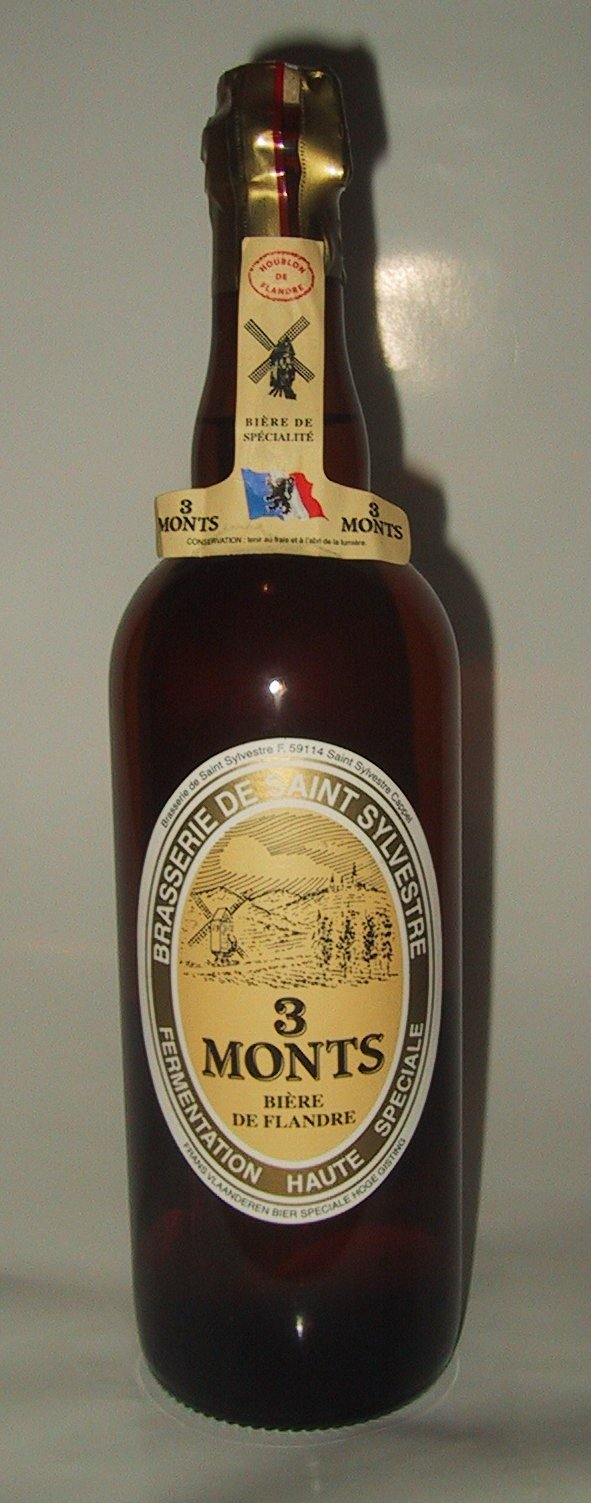
Spéciale 3 Monts

## France
On classe légalement en France les types de bières selon leur densité primitive de moût :
- les bières sans alcool (moins de 1,2° régie) représentant moins de 3 % des ventes en volume.
- les bières de luxe (entre 4,4 et 5,4° régie) avec 20 % des ventes mais en régression.
- les bières spéciales (à partir de 5,5° régie) avec 77 % des ventes.

Par ailleurs on distingue les bières de spécialités qui sont des produits caractéristiques d’une région ou d’une brasserie, souvent à fermentation haute et à plus forte valeur ajoutée. Mais certaines bières de spécialité sont aussi dites spéciales...
Mais certaines bières de spécialité n'ont qu'un degré d'alcool limité identique à celui de la bière de luxe... Il existait d'ailleurs des marques intitulées spéciale de luxe et spéciale de table.
De plus, le mode de consommation intervient parfois à titre d'autre critère : une bière de spécialité se réfère à la dégustation, une bière de luxe ou une bière spéciale se référant plus au rafraîchissement.
En définitive, c'est au brasseur seul qu'il revient le choix de l'appellation en vertu d'une occasion saisonnière ou en vertu du marketing. Une spéciale étant alors souvent entendu comme une amélioration d'un standard déjà connu.

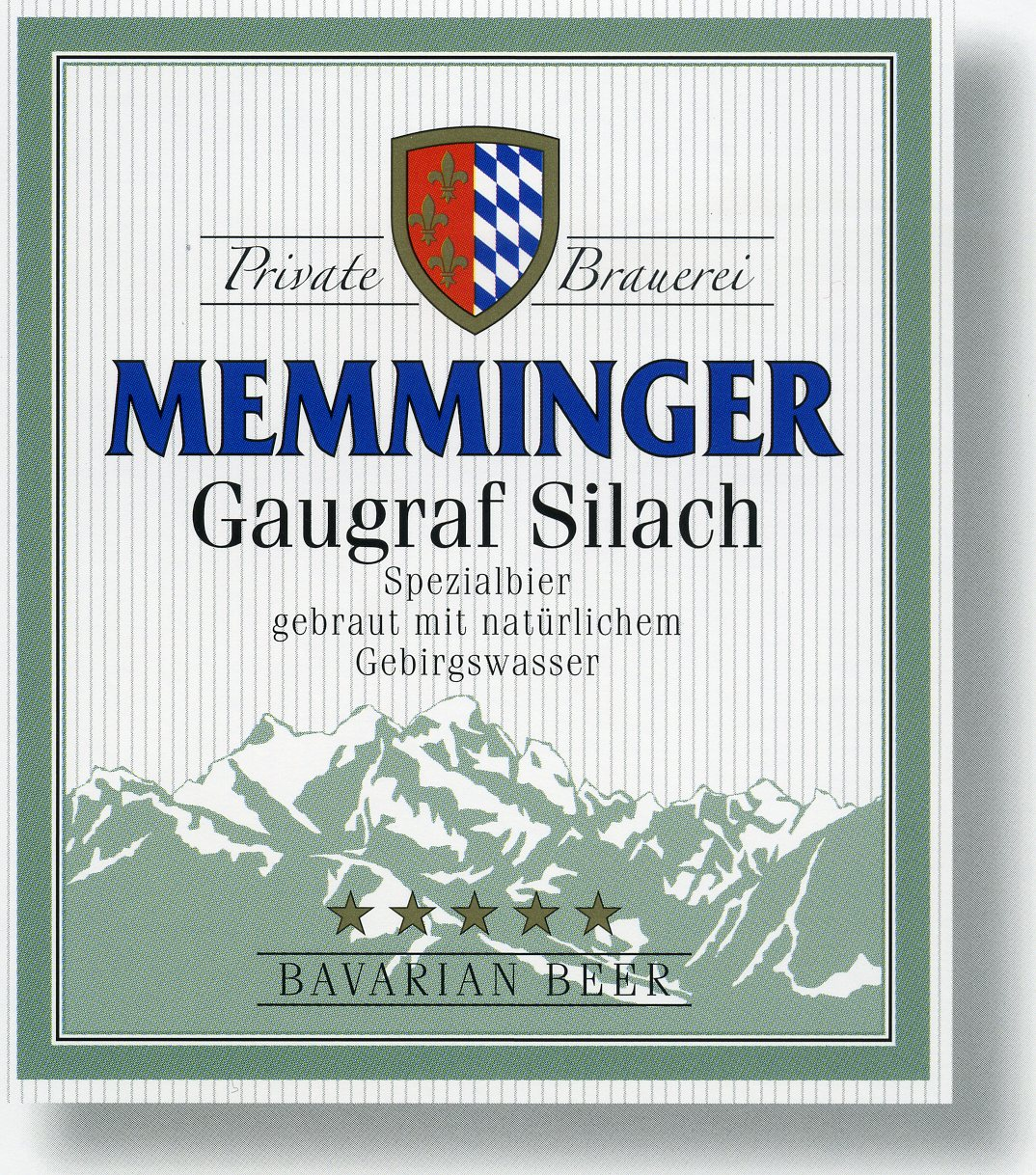
Spezialbier Memminger

## Luxembourg
Le pays a connu dès 1872 un très forte influence des styles de bières tchèques et germaniques si bien qu'alors, 27 des 32 brasseries ne brassaient plus que des lagers. Dès 1900, la fermentation haute disparut. De ce fait, les deux types de bières se rapportant à des bières de spécialité sont ici des lagers :
- Spezialbier Hell, blonde avec 5,2 à 5,5 % d'alcool en vol.
- Spezialbier Dunkel, brune de Noël avec 5,5 % d'alcool en vol[20].

## Royaume-Uni et États-Unis
Dans les pays anglo-saxons, le terme special est souvent accolé à divers types de bières, tel les bitters ou les ales ou encore les lagers. Il ne détermine pas une classe de bière à part, mais une variété spécifique d'un style ou d'un type. 
Par ailleurs, le terme de specialty beer dénote des bières au brassage particulier avec des ingrédients fermentescibles inhabituels, notamment des noix, des patates, du sirop d'érable... Leur densité primitive de moût est de 1,030-1,110 (7,5-27,5 ºPlato) pour un degré d'alcool final de 2,5 à 12 % en volume.

## Suisse
Trois acceptions ont cours en Suisse où la loi du Reinheitsgebot a été importée au XIXe :
- de manière générale, par rapport à une bière lager, la bière spéciale est issue d'un brassage plus poussé, contient davantage de houblon et a un goût plus amer et plus aromatique avec un taux d'alcool entre 4,8 et 5,7 pour cents volumétriques[22].
- de manière stricte, l'appellation Spezialbier (« bière spéciale » en allemand) remplace ici celle de « Pilsener » en raison d'un accord commercial interdisant l'emploi de ce terme en contrepartie de protections sur l'appellation du fromage Emmental en Tchéquie[23].
- de façon légale, comme en France, la Spezialbier / Spéciale est une catégorie de bière classée selon sa densité primitive de moût (entre 11,5 à 14,0 % )[24] soumise elle aussi à la loi germanique du Reinheitsgebot[25]. Les bières bock ou de type vienna/oktoberfest-märzen pour les fêtes de Pâques et de Noël notamment sont considérées comme des bières spéciales[26].

## Tchéquie
Ici les bières spéciales sont plus disparates et concernent bien des styles de fermentation basse (lager) :
- Světlé Speciální Pivo (« bière légère spéciale ») avec 5,3 - 5,8 % d'alcool en vol. (13-14° Plato), blonde houblonnée proche d'une helles export ou spezial germanique.
- Polotmavé Speciální Pivo (« bière ambrée spéciale ») avec 5,3 - 6 % d'alcool en vol. (13-14° Plato), maltée et houblonnée proche d'une märzen (Březnové pivo).
- Tmavé (Černé) Speciální Pivo (« bière brune (noire) spéciale ») avec 5,3 - 5,8 % d'alcool en vol. (13-14° Plato), maltée, amère et forte proche d'une dunkles märzen ou dunkles export.
- Světlé Speciální Pivo (« bière légère spéciale ») avec 6 - 7 % d'alcool en vol. (15-17° Plato), blonde bock forte et aigre-douce.
- Polotmavé Speciální Pivo (« bière ambrée spéciale ») avec 6 - 7 % d'alcool en vol. (15-17° Plato) bock maltée aigre-douce (aussi nommée Kozlík « chevreau » ou « garçon »).
- Tmavé (Černé) Speciální Pivo (« bière brune (noire) spéciale ») avec 6 - 7 % d'alcool en vol. (15-17° Plato), bock.
- Světlé Speciální Pivo (« bière légère spéciale ») avec 8 - 9 % d'alcool en vol. (18-21° Plato), doppelbock blonde forte et maltée.
- Polotmavé Speciální Pivo (« bière ambrée spéciale ») avec 8 - 9 % d'alcool en vol. (18-21° Plato), doppelbock.
- Tmavé (Černé) Speciální Pivo (« bière brune (noire) spéciale ») avec 8 - 10 % d'alcool en vol. (18-24° Plato), doppelbock très forte[27].

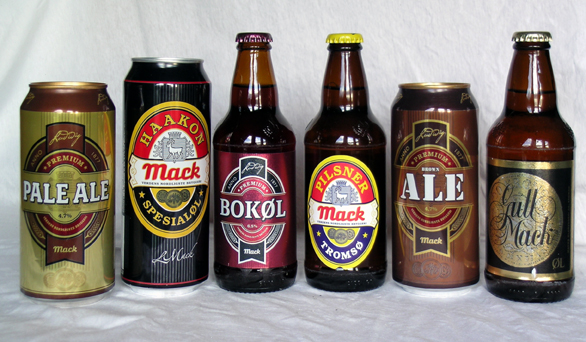
Spesialöl Mack